# Marta (powieść)

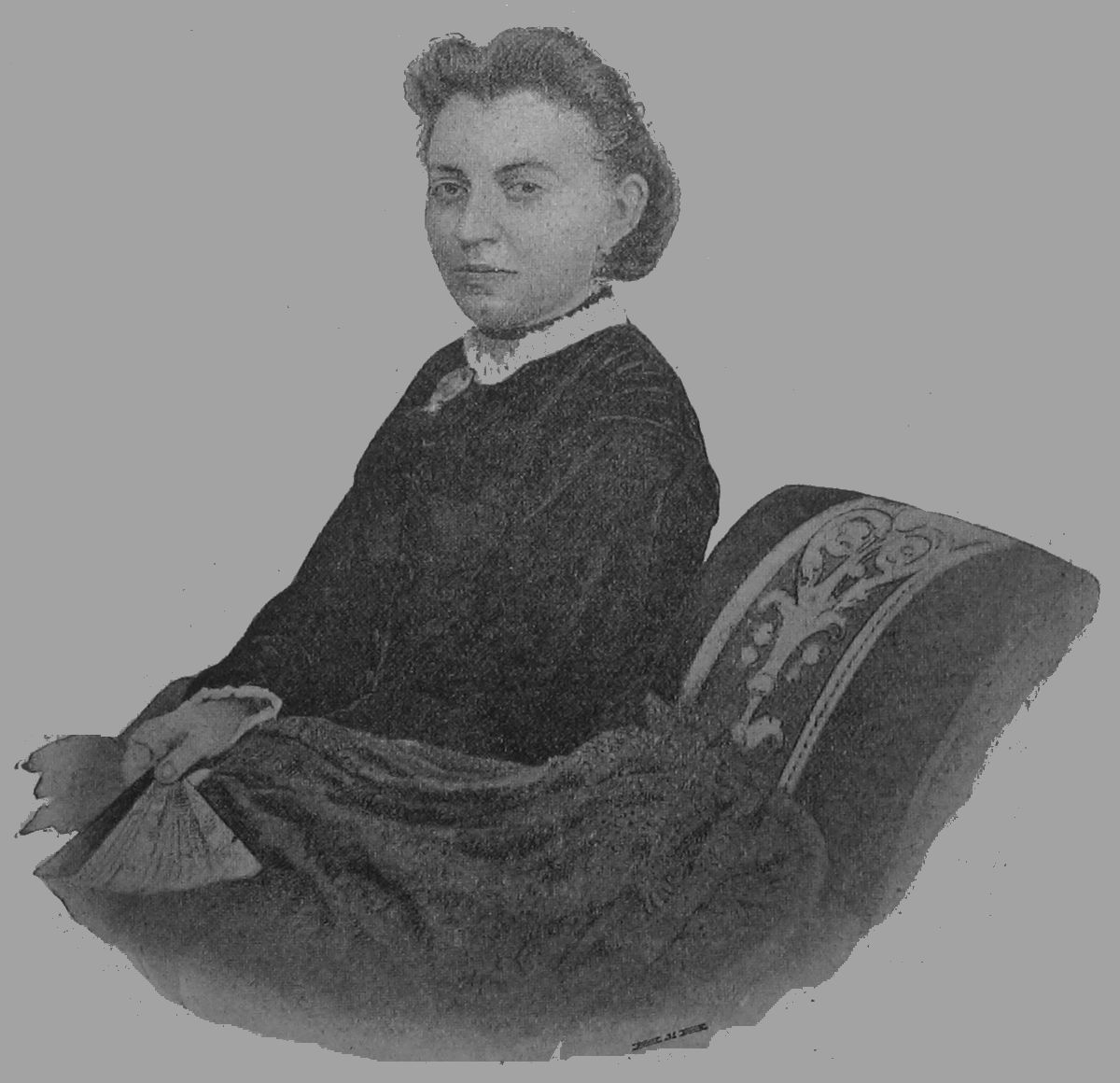
Eliza Orzeszkowa ok. r. 1867

Marta – powieść tendencyjna Elizy Orzeszkowej opublikowana na łamach „Tygodnika Mód i Powieści” w 1873 i w tymże roku wydana osobno w postaci książkowej. Poświęcona była tematyce tzw. kwestii kobiecej. 

## Zarys treści
Główną bohaterką powieści jest Marta Świcka, która po śmierci męża urzędnika i utracie majątku została wraz ze swoją czteroletnią córeczką Jancią bez środków do życia. Bohaterka rozpoczyna poszukiwanie pracy, okazuje się jednak, że nie posiada wystarczającego wykształcenia i umiejętności praktycznych – zna francuski, ale w stopniu niewystarczającym, aby móc go uczyć lub z niego tłumaczyć, rysuje jedynie amatorsko, potrafi jedynie szyć ręcznie, a nie na maszynie. Problemem jest również dyskryminacja – na rynku pracy preferowani są mężczyźni oraz cudzoziemki. Po nieudanych próbach odnalezienia się w zawodzie nauczycielki (uczennica zna język lepiej od niej), tłumaczki (nie zna specjalistycznego słownictwa) i ilustratorki (brakuje jej umiejętności technicznych), Marta rozpoczyna pracę szwaczki w pracowni bielizny. Praca jest ciężka i nisko opłacana, ale i ją Marta w końcu traci. Bohaterka nie ma pieniędzy na lekarstwa i jedzenie dla chorej córeczki, posuwa się w końcu do drobnej kradzieży. Zostaje jednak przyłapana, po czym ucieka. Podczas tej ucieczki wpada pod koła konnego omnibusu i umiera. 